# Ígor Lukashin
Ígor Lukashin (Penza, Rusia, 7 de agosto de 1979) es un clavadista o saltador de trampolín ruso especializado en plataforma de 10 metros, donde consiguió ser medallista de bronce mundial en 1998 en la prueba sincronizada.

## Carrera deportiva
En el Campeonato Mundial de Natación de 1998 celebrado en Perth (Australia), ganó la medalla de bronce en la prueba de saltos sincronizados desde plataforma de 10 metros, con una puntuación de 304 puntos, tras los chinos y alemanes, siendo su compañero de saltos Aleksandr Varlámov.